# Etsuko Yakushimaru
Etsuko Yakushimaru (やくしまる えつこ, Yakushimaru Etsuko, , ) é uma cantora, produtora, compositora, letrista e arranjadora japonesa, cujos géneros musicais são o pop, experimental e artístico. 

## Biografia
Etsuko Yakushimaru produziu vários projetos para a sua banda, Sōtaisei Riron (相対性理論), e apareceu em várias listas musicais da Oricon com várias canções, tendo criado um projeto que envolveu o uso de satélite, dados biológicos e biotecnologia, um robô gerador de canções movido por inteligência artificial e sua própria voz, um sistema de realidade virtual programado de forma independente e instrumentos musicais eletrónicos originais. Algumas das suas obras foram expostas no Museu de Arte Mori, Museu Municipal de Arte de Toyota, Festival Artístico KENPOKU de Ibaraki em 2016, e o Centro Yamaguchi de Artes e Média. Os seus álbuns Tensei Jingle e Flying Tentacles, lançados em 2016, foram aclamados por figuras como Ryuichi Sakamoto, Jeff Mills, Fennesz, Penguin Cafe, Kiyoshi Kurosawa e Toh EnJoe. Também participou nas bandas sonoras dos animés, Yojōhan Shinwa Taikei, Arakawa Under the Bridge, Space Dandy, Sailor Moon Crystal, Hi Score Girl, Kōkyōshihen Eureka Seven e Mawaru Penguindrum. Além de ser a vocalista da banda de rock Sōtaisei Riron, também trabalha como artista contemporânea, ilustradora e narradora. É também conhecida pelo pseudónimo Tica α (ティカ・α). Em 2017 venceu o Prémio STARTS de Exploração Artística por ter convertido a sua música pop I’m Humanity para o ácido desoxirribonucleico.

## Discografia

### Álbuns de estúdio
- Blu-Day (2010) (como Etsuko Yakushimaru & D.V.D)
- Radio Onsen Eutopia (2013)
- Flying Tentacles (2016) (como Yakushimaru Experiment)

### Singles
2009
- Oyasumi Paradox
- Jenny wa Gokigen Naname

2010
- Venus to Jesus
- Kamisama no Iutōri (como Junji Ishiwatari, Yoshinori Sunahara & Etsuko Yakushimaru)
- Cosmos vs Alien

2011
- Adaptation 05.1 - eyrs ~ Adaptation 05.2 Ballet Mécanique - eyrs (como Ryuichi Sakamoto & Etsuko Yakushimaru)
- Lulu/Tokimeki Hacker
- Nornir/Shōnen yo Ware ni Kaere (como Etsuko Yakushimaru Metro Orchestra)

2012
- Kiri Kiri Mai
- Yami Yami
- Lonely Planet

2013
- Shōnen yo Ware ni Kaere (Radio Onsen Eutopia)

2014
- Welcome to the X Dimension (X次元へようこそ X Jigen e Yōkoso)/Absolute Monsieur
- Chia・Chia (チア・チア)

2016
- New moon ni Koishite/eternal eternity (abertura e encerramento da terceira temporada de Sailor Moon Crystal)
- New moon ni Koishite/Zjo sensou (banda sonora da terceira temporada de Sailor Moon Crystal)
- I'm Humanity (Watashi wa Jinrui)

2017
- Flash of Dopamine
- Hige The Cat

2018
- AfterSchoolDi(e)stra(u)ction
- Songs of Atarima Etsuko
- Ballet Mécanique (como Etsuko Yakushimaru & Yoshinori Sunahara)